# En jaque
En jaque fue un programa televisivo sobre el ajedrez que se emitió en Televisión Española entre el 21 de septiembre de 1990 y el 26 de junio de 1991.

## Formato
En Jaque fue un programa de ajedrez emitido en Televisión Española (TVE1) (aunque también fue emitido en el canal de Televisión Española internacional) que constó 39 episodios dirigidos y realizados por Oscar Danés, presentado (aunque también era el subdirector) por el periodista especializado Leontxo García y ayudado por Ana José Cancio, Covadonga Cadenas y Marisol Soto. Constaba de una sección fija, Juegue contra Kaspárov, en el que los telespectadores jugaban dos partidas con el campeón del mundo Garri Kaspárov, una con blancas y otra con negras, en las que los telespectadores votaban sobre las distintas posibilidades mostradas por Leontxo García, en un modo muy parecido al empleado en el ajedrez por correspondencia. Además, tenía otras secciones en las que se entrevistaba a un invitado en el estudio, seguimiento del mundial de ajedrez y otros torneos, reportajes y concursos, de solución de problemas tácticos (Piense y gane), Manténgase en jaque (una serie de tres preguntas a los telespectadores) y caricaturas y chistes de ajedrez en los que se daban premios a los ganadores. 

### Juegue contra Kaspárov
En la partida que llevaban las negras, los telespectadores fueros superados claramente por el campeón del mundo, pero en la que llevaban blancas, merced a un sacrificio de pieza, se llegó a una posición muy prometedora para los tele-espectadores (que según varios Grandes Maestros y el propio Kaspárov estaba ganada por las blancas), pero que se resolvió (por falta de tiempo al terminarse la serie de 39 programas) con unas simultáneas dadas sobre la posición final sobre 6 jugadores (2 profesionales, 2 infantiles y 2 tele-espectadores), ganando el campeón del mundo por 3,5 a 2,5, en donde sólo Illescas pudo ganar su partida.
Kaspárov 1–0 Espectadores TVE
|       |       |       |       |    |       |       |       |       |  |
|       | a8 rd | b8 nd | c8    | d8 | e8 qd | f8    | g8 kd | h8 bd |  |
| a7 pd | b7    | c7    | d7 nd | e7 | f7    | g7    | h7    |       |  |
| a6 bd | b6 pd | c6    | d6    | e6 | f6    | g6    | h6    |       |  |
| a5    | b5    | c5    | d5 pd | e5 | f5 nl | g5 pl | h5    |       |  |
| a4    | b4    | c4    | d4 pl | e4 | f4 pl | g4    | h4 ql |       |  |
| a3    | b3    | c3    | d3    | e3 | f3    | g3 nl | h3    |       |  |
| a2 pl | b2 pl | c2    | d2 bl | e2 | f2    | g2 kl | h2 rl |       |  |
| a1    | b1    | c1    | d1    | e1 | f1 rd | g1    | h1    |       |  |
|       |       |       |       |    |       |       |       |       |  |

- Blancas: Garry Kaspárov
- Negras: Espectadores
- Apertura: Defensa Nimzo-India sistema Rubinstein, variante normal, ataque del alfil  (ECO E48)

1.d4 Cf6 2.c4 e6 3.Cc3 Ab4 4.e3 0-0 5.Ad3 d5 6.cxd5 exd5 7.Cge2 Te8 8.0-0 b6 9.f3 Ab7 10.g4 h6?! 11.Cg3 Af8 12.h4?! c5 13.Tf2? Cfd7?! 14.g5 hxg5? 15.hxg5 g6 16.f4 cxd4? 17.exd4 Ag7 18.Cb5! f5?! 19.Axf5!! gxf5 20.Cd6 Te6 21.Cdxf5 Ah8? 22.Th2 De8 23.Dg4 Te1+ 24.Rf2 Aa6 25.Ad2!! Txa1 26.Dh4 Tf1+ 27.Rg2 (abandonan las negras) 1–0
| Kaspárov | propuestas | propuestas | Espectadores |
| --- | ---------- | ---------- | ------------ |
| 1.d4 | ...Cf6     | 50%        | ...Cf6       |
| 1.d4 | ...d5      | 34%        | ...Cf6       |
| 1.d4 | ...c5      | 8%         | ...Cf6       |
| 1.d4 | ...f5      | 8%         | ...Cf6       |
| 2.c4 | ...e6      | 44%        | ...e6        |
| 2.c4 | ...g6      | 30%        | ...e6        |
| 2.c4 | ...c5      | 13%        | ...e6        |
| 2.c4 | ...d6      | 13%        | ...e6        |
| 3.Cc3 | ...Ab4     | 44%        | ...Ab4       |
| 3.Cc3 | ...d5      | 38%        | ...Ab4       |
| 3.Cc3 | ...c5      | 18%        | ...Ab4       |
| 4.e3 | ...0-0     | 48%        | ...0-0       |
| 4.e3 | ...c5      | 20%        | ...0-0       |
| 4.e3 | ...d5      | 18%        | ...0-0       |
| 4.e3 | ...b6      | 14%        | ...0-0       |
| 5.Ad3 | ...d5      | 57%        | ...d5        |
| 5.Ad3 | ...c5      | 21%        | ...d5        |
| 5.Ad3 | ...b6      | 12%        | ...d5        |
| 5.Ad3 | ...d6      | 10%        | ...d5        |
| 6.cxd5 | ...exd5    | 66%        | ...exd5      |
| 6.cxd5 | ...Cxd5    | 31%        | ...exd5      |
| 6.cxd5 | ...otras   | 3%         | ...exd5      |
| 7.Cge2 | ...Te8     | 48%        | ...Te8       |
| 7.Cge2 | ...c5      | 26%        | ...Te8       |
| 7.Cge2 | ...b6      | 13%        | ...Te8       |
| 7.Cge2 | ...Cc6     | 13%        | ...Te8       |
| 8.0-0 | ...b6      | 58%        | ...b6        |
| 8.0-0 | ...c6      | 19%        | ...b6        |
| 8.0-0 | ...Cbd7    | 13%        | ...b6        |
| 8.0-0 | ...c5      | 10%        | ...b6        |
| 9.f4 | ...Ab7     | 76%        | ...Ab7       |
| 9.f4 | ...c5      | 24%        | ...Ab7       |
| 10.g4 | ...h6      | 37%        | ...h6?!      |
| 10.g4 | ...Cbd7    | 34%        | ...h6?!      |
| 10.g4 | ...c5      | 15%        | ...h6?!      |
| 10.g4 | ...Af8     | 14%        | ...h6?!      |
| 11.Cg3 | ...Af8     | 54%        | ...Af8       |
| 11.Cg3 | ...Cbd7    | 26%        | ...Af8       |
| 11.Cg3 | ...c5      | 16%        | ...Af8       |
| 11.Cg3 | ...otras   | 4%         | ...Af8       |
| 12.h4?! | ...c5      | 95%        | ...c5        |
| 12.h4?! | ...otras   | 5%         | ...c5        |
| 13.Tf2? | ...Cfd7    | 60%        | ...Cfd7?!    |
| 13.Tf2? | ...Cc6     | 32%        | ...Cfd7?!    |
| 13.Tf2? | ...otras   | 8%         | ...Cfd7?!    |
| 14.g5 | ...hxg5    | 44%        | ...hxg5?     |
| 14.g5 | ...Cc6     | 22%        | ...hxg5?     |
| 14.g5 | ...Te6     | 17%        | ...hxg5?     |
| 14.g5 | ...cxd4    | 14%        | ...hxg5?     |
| 14.g5 | ...otras   | 5%         | ...hxg5?     |
| 15.hxg5 | ...g6      | 68%        | ...g6        |
| 15.hxg5 | ...Dxg5    | 30%        | ...g6        |
| 15.hxg5 | ...otras   | 2%         | ...g6        |
| 16.f4 | ...cxd4    | 57%        | ...cxd4?     |
| 16.f4 | ...Ag7     | 25%        | ...cxd4?     |
| 16.f4 | ...Cc6     | 15%        | ...cxd4?     |
| 16.f4 | ...otras   | 3%         | ...cxd4?     |
| 17.exd4 | ...Ag7     | 80%        | ...Ag7       |
| 17.exd4 | ...Cc6     | 19%        | ...Ag7       |
| 17.exd4 | ...otras   | 1%         | ...Ag7       |
| 18.Cb5! | ...f5      |            | ...f5?!      |
| 18.Cb5! | ...a6      |            | ...f5?!      |
| 18.Cb5! | ...Cc6     |            | ...f5?!      |
| 18.Cb5! | ...Cf8     |            | ...f5?!      |
| 18.Cb5! | ...otras   |            | ...f5?!      |
| 26.Dh4 | ...Tf1+    | 78%        | ...Tf1+      |
| 26.Dh4 | otras      | 8%         | ...Tf1+      |
| 26.Dh4 | geniales   | 14%        | ...Tf1+      |
| muchos telespectadores propusieron en el contestador destinado para recoger ideas geniales la jugada 26...Axd4. Fernández García (GM) comentó en el propio estudio que tras ese movimiento llega 27.Cxd4 Rf8? 28.Dh8+ Re7 29.Th7+ (era mejor Cgf5+) Rd8 29.Ce6+ se perdería la dama y después vendría una secuencia de mate imparable. |            |            |              |
| 27.Rg2 | abandono   |            | abandono     |
| 27.Rg2 | otras      |            | abandono     |
| 27.Rg2 | geniales   |            | abandono     |

Espectadores TVE 1–0 Kaspárov
|    |       |    |       |    |       |       |       |       |  |
|    | a8    | b8 | c8 kd | d8 | e8    | f8    | g8    | h8 rd |  |
| a7 | b7    | c7 | d7    | e7 | f7 pd | g7    | h7    |       |  |
| a6 | b6 bl | c6 | d6    | e6 | f6 pl | g6 pd | h6    |       |  |
| a5 | b5 ql | c5 | d5 pl | e5 | f5    | g5    | h5 pd |       |  |
| a4 | b4    | c4 | d4    | e4 | f4    | g4    | h4 pl |       |  |
| a3 | b3    | c3 | d3 nd | e3 | f3    | g3 bd | h3    |       |  |
| a2 | b2    | c2 | d2 rd | e2 | f2    | g2    | h2    |       |  |
| a1 | b1    | c1 | d1    | e1 | f1    | g1 kl | h1    |       |  |
|    |       |    |       |    |       |       |       |       |  |

- Blancas: Espectadores
- Negras: Garry Kaspárov
- Apertura: Defensa Siciliana, variante Najdorf  (ECO B90)

1.e4 c5 2.Cf3 d6 3.d4 cxd4 4.Cxd4 Cf6 5.Cc3 a6 6.Ac4 e6 7.Ab3 Cbd7 8.0-0 Cc5 9.f4 Ccxe4 10.Cxe4 Cxe4 11.f5 e5 12.Dh5 De7? 13.Df3 Cc5 14.Cc6!! Dc7 15.Ad5!! a5 16.Ae3? Ta6?! 17.Cd4?? exd4 18.Axd4 Rd8? 19.Dh5? Cd7! 20.f6?! g6! 21.Dh4 Ce5! 22.c4 Ad7?! 23.Tfe1?! Rc8 24.Tab1 h5 25.b4 axb4! 26.Txb4 Ac6? 27.Teb1 Ta3?! 28.De4 Axd5? 29.cxd5 Ah6! 30.De2 Cd3?? 31.Txb7! Dxb7 32.Txb7 Rxb7 33.De7+! Ra8 34.Dxd6 Txa2 35.Dc6+! Rb8 36.Db6+ Ra8 37.Dc6+! Rb8 38.Dc3? Td2? 39.Db3+ Rc7 40.Db6+ Rc8 41.Dc6+ Rb8 42.h4 Af4 43.g3 Ae5? 44.Db6+! Rc8 45.Da6+ Rc7 46.Dc6+ Rb8 47.Db5+ Rc8 48.Ab6 (aplazada) Axg3
| propuestas | propuestas | Espectadores | Kaspárov  |
| --- | ---------- | ------------ | --------- |
| e4 | 43%        | 1.e4         | ...c5     |
| d4 | 38%        | 1.e4         | ...c5     |
| Cf3 | 11%        | 1.e4         | ...c5     |
| c4 | 8%         | 1.e4         | ...c5     |
| Cf3 | 60%        | 2.Cf3        | ...e6     |
| Cc3 | 17%        | 2.Cf3        | ...e6     |
| c3 | 13%        | 2.Cf3        | ...e6     |
| f4 | 10%        | 2.Cf3        | ...e6     |
| d4 | 55%        | 3.d4         | ...cxc4   |
| Ab5 | 22%        | 3.d4         | ...cxc4   |
| c3 | 14%        | 3.d4         | ...cxc4   |
| Cc3 | 9%         | 3.d4         | ...cxc4   |
| Cxd4 | 92%        | 4.Cxd4       | ...Cf6    |
| otras | 8%         | 4.Cxd4       | ...Cf6    |
| Cc3 | 83%        | 5.Cc3        | ...a6     |
| f3 | 14%        | 5.Cc3        | ...a6     |
| otras | 3%         | 5.Cc3        | ...a6     |
| Ac4 | 37%        | 6.Ac4        | ...e6     |
| Ag5 | 28%        | 6.Ac4        | ...e6     |
| Ae2 | 24%        | 6.Ac4        | ...e6     |
| f4 | 11%        | 6.Ac4        | ...e6     |
| Ab3 | 64%        | 7.Ab3        | ...Cbd7   |
| a3 | 13%        | 7.Ab3        | ...Cbd7   |
| De2 | 13%        | 7.Ab3        | ...Cbd7   |
| a4 | 10%        | 7.Ab3        | ...Cbd7   |
| 0-0 | 53%        | 8.0-0        | ...Cc5    |
| f4 | 18%        | 8.0-0        | ...Cc5    |
| Ag5 | 15%        | 8.0-0        | ...Cc5    |
| Ae3 | 14%        | 8.0-0        | ...Cc5    |
| f4 | 49%        | 9.f4         | ...Ccxe4  |
| De2 | 26%        | 9.f4         | ...Ccxe4  |
| f3 | 13%        | 9.f4         | ...Ccxe4  |
| Te1 | 12%        | 9.f4         | ...Ccxe4  |
| forzada | forzada    | 10.Cxe4      | ...Cxe4   |
| f5 | 86%        | 11.f5        | ...e5     |
| otras | 14%        | 11.f5        | ...e5     |
| Dh5 | 64%        | 12.Dh5       | ...De7?   |
| Ce6 | 32%        | 12.Dh5       | ...De7?   |
| otras | 4%         | 12.Dh5       | ...De7?   |
| Df3 | 61%        | 13.Df3       | ...Cc5    |
| Te1 | 35%        | 13.Df3       | ...Cc5    |
| otras | 1%         | 13.Df3       | ...Cc5    |
| Cc6 | 68%        | 14.Cc6!!     | ...Df7    |
| f6 | 25%        | 14.Cc6!!     | ...Df7    |
| otras | 7%         | 14.Cc6!!     | ...Df7    |
| Veselin Topálov jugó está linea contra el propio Kaspárov en su victoria en el Memorial Max Euwe de 1996, seguido de 15.Ad5 a5 16.Ag5 Ta6?? 17.Cd8 f6 18.Cf7 Tg8 19.Ae3    |            |              |           |
| Ad5 | 60%        | 15.Ad5!!     | ...a5     |
| Cb4 | 34%        | 15.Ad5!!     | ...a5     |
| otras | 7%         | 15.Ad5!!     | ...a5     |
| Ae3 | 43%        | 16.Ae3?      | ...Ta6?!  |
| Ag5 | 20%        | 16.Ae3?      | ...Ta6?!  |
| b4 | 19%        | 16.Ae3?      | ...Ta6?!  |
| f6 | 15%        | 16.Ae3?      | ...Ta6?!  |
| otras | 3%         | 16.Ae3?      | ...Ta6?!  |
| Cd4 | 71%        | 17.Cd4??     | ...exd4   |
| f6 | 26%        | 17.Cd4??     | ...exd4   |
| otras | 3%         | 17.Cd4??     | ...exd4   |
| Axd4 | 98%        | 18.Axd4      | ...Rd8?   |
| otras | 2%         | 18.Axd4      | ...Rd8?   |
| Dh5 |            | 19.Dh5?      | ...Cd7!   |
| Tae1 |            | 19.Dh5?      | ...Cd7!   |
| a3 |            | 19.Dh5?      | ...Cd7!   |
| Tfe1 |            | 19.Dh5?      | ...Cd7!   |
| otras |            | 19.Dh5?      | ...Cd7!   |
| De4 | 63%        | 28.De4       | ...Axd5?! |
| Txb7 | 30%        | 28.De4       | ...Axd5?! |
| otras | 7%         | 28.De4       | ...Axd5?! |
| cxd5 |            | 29.cxd5      | ...Ah6!   |
| Dxd5 |            | 29.cxd5      | ...Ah6!   |
| otras |            | 29.cxd5      | ...Ah6!   |
| tras 39...Rc7 llega una combinación de jaques y jugadas forzadas tal que así: 3.Db6+ Rc8 3.Dc6+ Rb8, tras lo cual se decide que plan seguir con las siguientes propuestas. |            |              |           |
| h4 | 72%        | 42.h4        | ...Af4    |
| g3 | 12%        | 42.h4        | ...Af4    |
| h3 | 11%        | 42.h4        | ...Af4    |
| otras | 5%         | 42.h4        | ...Af4    |
| g3 |            | 42.g3        | ...Ae5?   |
| Rf1 |            | 42.g3        | ...Ae5?   |
| Da4 |            | 42.g3        | ...Ae5?   |
| otras |            | 42.g3        | ...Ae5?   |

A partir de esta posición Kaspárov realizó su jugada secreta (Axg3) y jugó las 6 partidas simultáneas contra Miguel Illescas (GM), Francisco Javier Ochoa de Echagüen (MI), José Francisco Garzón (aficionado), Santiago Pérez Criado (aficionado), José Miguel Ortega (8 años) y Paco Vallejo (8 años) con el siguiente resultado: 2½ - 3½: 

Ganó dos (contra Garzón y Ochoa de Echagüen), hizo tres tablas (contra Ortega, Pérez Criado y Vallejo) y perdió una (contra Illescas)
El análisis previo de la partida tras 48 Ab6 Axg3 desvelaba con total consenso que la posición era muy favorable a las blancas. Un comité de expertos formado por cinco grandes maestros que arbitró la posición final con las siguientes opiniones: José Luis Fernández García  y Julian Hodgson: las blancas ganan; Zenón Franco Ocampos y Carlos García Palermo: las blancas deben ganar pero que Kaspárov disponía todavía de algunos trucos peligrosos; Orestes Rodríguez: la posición de las blancas es muy superior aunque no ve una victoria forzada.
Tras el duelo de simultaneas Kaspárov comentó que, aunque la posición estaba completamente perdida para las blancas, la única variante que ganaba era, tras 49.Dc6+ Rb8 50.d6! Ta2!? (Kaspárov realizó la interesante jugada 50. ...Ta2, en las seis partidas, en lugar de la previsible Axd6 para forzar a sus rivales en una posición más compleja de analizar): 51.Db5 Tc2 52.Ac7+! Rc8 53.Dc6 Af2+ 54.Rf1 Tb1+ (54... Ce5?! d7+! Cxd7 56.Ab6+) 55.Rg2 Cf4+ 56.Rxf2 (y el mate es imparable)

### Curiosidades
En el encabezamiento del programa salía una jovencísima Penélope Cruz que hacia de Dama Blanca.
En Jaque a lo largo de sus distintas emisiones fue testigo mudo de la Disolución de la Unión Soviética.

## Listado de programas
- Programa n.01 Fecha Emisión:21/09/1990

Invitados y Reportajes: 
-Fernando Arrabal (autor teatral fanático del ajedrez) 
-¿Qué es el ajedrez? (Según varios G.M.) 
-Problema n.1
- Programa n.02 Fecha Emisión:28/09/1990

Invitados y Reportajes: 
-Ljubomir Ljubojević (Gran Maestro de Ajedrez residente en Linares) 
-El duro camino hacia la cumbre (Interzonal de Manila 90, con Illescas) 
-Problema n.2
- Programa n.03 Fecha Emisión:05/10/1990

Invitados y Reportajes: 
-Luis Lendero Durán (Premio Nacional de Literatura) 
-En Londres. Raymond Keene ayuda a Scotland Yard. 
-Problema n.3
- Programa n.04 Fecha Emisión:12/10/1990

Invitados y Reportajes: -Fernando Romay (Jugador de Baloncesto) 
-La preparación de un campeón I. En la Manga del Mar Menor con Kasparov y equipo. 
-En Jaque desde Nueva York con Kasparov. 
-Problema n.4
- Programa n.05 Fecha Emisión:19/10/1990

Invitados y Reportajes: 
-Miguel Illescas (Gran Maestro Internacional Español) 
-La preparación de un campeón II. En la Manga del Mar Menor con Azmaraspavilli 
-En Jaque desde Nueva York con Kasparov, 2 Partida. 
-Problema n.5
- Programa n.06 Fecha Emisión:26/10/1990

Invitados y Reportajes: 
-En Jaque desde Nueva York con Karpov y Kasparov. Opinan sobre el premio Nobel de Gorbachov. 4 Partida.
-Problema n.6
- Programa n.07 Fecha Emisión:02/11/1990

Invitados y Reportajes: 
-Karpov como campeón y el avance de Kasparov 
-En Jaque desde Nueva York con Karpov y Kasparov. 7 Partida. 
-Problema n.7
- Programa n.08 Fecha Emisión:09/11/1990

Invitados y Reportajes: 
-El ajedrez en Nueva York. Con José Cuchi. 
-En Jaque desde Nueva York con Karpov (9 partida) y Kasparov ( 8 Partida) 
-Problema n.8
- Programa n.09 Fecha Emisión:16/11/1990

Invitados y Reportajes: 
-El ajedrez por Correspondencia, con el cabrero de Deifontes 
-Entrevista a Miloš Forman 
-Problema n.9
- Programa n.10 Fecha Emisión:23/11/1990

Invitados y Reportajes: 
-Miguel Durán Campos (Director General de la ONCE) y José Antonio Sánchez (Director de Deportes de la ONCE) 
-Ajedrez para ciegos 
-Problema n.10
- Programa n.11 Fecha Emisión:30/11/1990

Invitados y Reportajes: 
-Olimpiada en Novi Sad 
-Desde Nueva York con Karpov y Kasparov 
-Problema n.11
- Programa n.12 Fecha Emisión:07/12/1990

Invitados y Reportajes: 
-Como se prepara Karpov 
-Karpov comenta la 14 partida del mundial 
-Elecciones de la FIDE en Novi Sad (Florencio Campomanes vs Román Torán) 
-Problema n.12
- Programa n.13 Fecha Emisión:14/12/1990

Invitados y Reportajes: 
-Los árbitros en ajedrez 
-Karpov comenta la 18 partida del mundial 
-Problema n.13
- Programa n.14 Fecha Emisión:21/12/1990

Invitados y Reportajes: 
-El ajedrez como deporte en el mundo 
-Desde Lyon con Kaspov y Kasparov 
-Problema n.14
- Programa n.15 Fecha Emisión:28/12/1990

Invitados y Reportajes: 
-Kasparov consigue el mundial + Inocentada de Leontxo 
-Sketch ajedrecístico de Martes y Trece
-Karpov comenta la partida 21
- Programa n.16 Fecha Emisión:05/01/1991

Invitados y Reportajes: 
-Arturo Pérez-Reverte (autor de la tabla de Flandes) 
-Ajedrez viviente en Marostica (Italia)
- Programa n.17 Fecha Emisión:12/01/1991

Invitados y Reportajes: 
-Teresa Canela Giménez (ajedrecista) 
-Torneo de Pamplona, 1 Yudasin , Zsuzsa Polgár primer GM 
-Por que las mujeres juegan peor. Opinan los GM 
-Problema n.15
- Programa n.18 Fecha Emisión:19/01/1991

Invitados y Reportajes: 
-Fernando Savater (Filósofo) 
-Porqué Jomeini prohibió el ajedrez. Entrevista al MI iraní Sharif 
-Problema n.16
- Programa n.19 Fecha Emisión:26/01/1991

Invitados y Reportajes: 
-Carlos Ruiz de Castro (Músico) 
-Smyslov y la música. 
-Con Narciso Yepes, concertista de Guitarra 
-Problema n.17
- Programa n.20 Fecha Emisión:02/02/1991

Invitados y Reportajes: 
-Ángel Martín González, maestro internacional 
-Computadoras y ajedrez (Opina Jesús de la Villa, Javier Carpintero, David Levy y Kasparov)
-Problema n.18
- Programa n.21 Fecha Emisión:09/02/1991

Invitados y Reportajes: 
-Joaquín Pérez de Arriaga. Historiador de ajedrez 
-El origen del ajedrez 
-Korchnoi opina sobre el ajedrez 
-Problema n.19
- Programa n.22 Fecha Emisión:16/02/1991

Invitados y Reportajes: 
-Jiménez del Oso 
-Ajedrez y Parapsicología. Con Yudasin 
-Problema n.20
- Programa n.23 Fecha Emisión:23/02/1991

Invitados y Reportajes: 
-Leontxo García juega una partida a 3 min. Con Kárpov 
-Entrevista a Anatoli Kárpov 
-Nuevo concurso: Manténgase en Jaque 1
- Programa n.24 Fecha Emisión:02/03/1991

Invitados y Reportajes: 
-Desde Linares, 8 Torneo Internacional, con Alfredo Catalán (Alcalde de Linares) y Luis Rentero (Director Técnico) 
-La tortura del Tic-tac 
-Entrevista con Ivanchuk y Anand. 
-Concurso Manténgase en Jaque 2
- Programa n.25 Fecha Emisión:09/03/1991

Invitados y Reportajes: 
-Desde Linares, partida Karpov-Kasparov 
-Valor de las piezas 
-Entrevista a Kamsky 
-Concurso Manténgase en Jaque 3
- Programa n.26 Fecha Emisión:16/03/1991

Invitados y Reportajes: 
-Desde Linares, penúltima ronda (Ljubojevic-Kasparov y Ivanchuk-Gelfand). Última ronda. Timman-Ivanchuk y Kasparov-Yusupov. 
-Ivanchuk gana Linares 
-Entrevista a Aleksandr Beliavski 
-Como se llega a ser un Gran Maestro en Ajedrez
- Programa n.27 Fecha Emisión:23/03/1991

Invitados y Reportajes: 
-Román Torán, vice-presidente de la FIDE Y Maestro Internacional
-El ajedrez en España, opinan los Grandes Maestros 
-Jóvenes promesas en Linares (Kamsky, Anand, Gelfand e Ivanchuk) 
-Rapida Speelman-Anand
- Programa n.28 Fecha Emisión:30/03/1991

Invitados y Reportajes: 
-José Luis Fernández García, Gran Maestro 
-El ajedrez Lúdico 
-Ajedrez a la Ciega 
-Torneo de San Sebastián 
-Exposición Play Chess Not War, dibujos en Novi Sad 90
- Programa n.29 Fecha Emisión:06/04/1991

Invitados y Reportajes: 
-Gari Kasparov El público juvenil y Leontxo preguntan al campeón 
-Los espectadores abandonan la partida 1 con negras 
-Problema n.21
- Programa n.30 Fecha Emisión:13/04/1991

Invitados y Reportajes: 
-Pablo Morán, Periodista e Historiador 
-Los inicios del ajedrez en España. 
-Torneos de Zaragoza (Mem. Rey Ardid) y Salamanca 
-Problema n.22
- Programa n.31 Fecha Emisión:20/04/1991

Invitados y Reportajes: 
-Jesús García Callejo, Monitor de ajedrez 
-Los aspectos pedagógicos del ajedrez 
-Los Grandes Maestros opinan sobre los aspectos pedagógicos del ajedrez 
-Problema n.23
- Programa n.32 Fecha Emisión:27/04/1991

Invitados y Reportajes: 
-Lincoln Maiztegui Casas, periodista y crítico musical 
-El experimento Polgar 
-Problema n.24
- Programa n.33 Fecha Emisión:11/05/1991

Invitados y Reportajes: 
-Antonio Cruz de Montes, Psiquiatra 
-Victor Korchnoi, la tercera K 
-Problema n.25
- Programa n.34 Fecha Emisión:18/05/1991

Invitados y Reportajes: 
-Entrevista con Spassky 
-El sistema de clasificación ELO 
- Programa n.35 Fecha Emisión:25/05/1991

Invitados y Reportajes: 
-Julio Llamazares. Periodista y escritor 
-Ajedrez y Perestroika. Hablan Grandes Maestros ex-soviéticos exiliados en EE. UU. y otros Grandes Maestros 
-Problema n.26
- Programa n.36 Fecha Emisión:01/06/1991

Invitados y Reportajes: 
-Antonio Medina García, Maestro Internacional y Árbitro Internacional, habla de Bobby Fischer 
-Bobby Fischer, un genio del ajedrez 
-3 torneo internacional en Tarrasa
- Programa n.37 Fecha Emisión:08/06/1991

Invitados y Reportajes: 
-Luis Miravitlles, Científico y divulgador
-Arturo Pomar Salamanca
-Problema n.27
- Programa n.38 Fecha Emisión:15/06/1991

Invitados y Reportajes: 
-La popularidad del ajedrez en España 
-Ajedrez y Literatura (y Literatura del ajedrez)
- Programa n.39 Fecha Emisión:22/06/1991

Invitados y Reportajes: 
-Gari Kasparov
-Ivanchuk responde a algunas preguntas -
Kasparov termina la partida con los espectadores con una partida simultánea desde la posición con 6 jugadores (2 espectadores, 2 infantiles (Paco Vallejo, más tarde Gran Maestro y José Miguel Ortega Ruiz) y 2 profesionales españoles (Illescas y Ochoa) 
-Resumen de la serie de programas "En Jaque" 
-Ganadores del concurso de caricaturas